# MG 17
Das MG 17 war zusammen mit dem MG 15 das erste Maschinengewehr der deutschen Luftwaffe nach 1933.
Es wurde 1934 von der Firma Rheinmetall speziell für den starren Einbau in Kampfflugzeugen entwickelt. Das MG 17 war vor dem Zweiten Weltkrieg das Standard-Maschinengewehr in deutschen Kampfflugzeugen. Das Verschlusssystem entsprach dem des MG 30 und MG 15, war aber aufschießend – der Verschluss befand sich vor dem Schuss in vorderer verriegelter Stellung, um die Synchronisation zu ermöglichen. Die Waffe hatte Gurtzufuhr, geladen wurde mittels Druckluft und die Zündung wurde elektrisch ausgelöst. An verschiedenen Versionen der Messerschmitt Bf 109 wurden bis zu vier Stück installiert, zumeist zwei synchronisierte MG oberhalb des Motors sowie zwei weitere in den Tragflächen.
Im Verlauf des Krieges wurden die anfangs verwendeten Patronen durch die V-Munition mit 15 Prozent höherer Mündungsgeschwindigkeit ersetzt. V-Patronen gab es auch mit dem PmK-Geschoss (Phosphor mit Stahlkern)  und dem B-Geschoss (genannt Beobachtungspatrone, deren Geschoss beim Aufschlag explodiert). Später wurde das MG 17 durch Maschinengewehre und Maschinenkanonen größeren Kalibers (MG 131, MG 151/20, MK 108) ergänzt und ersetzt, da das kleine Kaliber eine unzureichende Durchschlagskraft und Geschosswirkung hatte. Aus dem MG 17 verschossene Leuchtspurgeschosse wurden auch als Zielhilfe für Maschinenkanonen eingesetzt.
Aufgrund des kleinen Kalibers und des dadurch geringen Volumens der einzelnen Patronen konnte für MG dieses Typs ein sehr hoher Munitionsvorrat mitgeführt werden. Insgesamt wurden etwa 24.000 Stück dieser Waffe hergestellt.